# Чедност
Чедност или целомудрије је морална врлина која значи потпуно уздржавање од полне активности (за монахе или за мирјане пре брака и након удовства), или, већ у браку, верност супружника. Историјски гледано, захтеви чедности су засновани на верским етичким идејама и моралним правилима.

## Дефиниције
Концепт чедности, иако се у религиозној традицији увек повезује са контролом сексуалности, историјски се користио у различитим значењима: често подразумева невиност, понекад моралну строгост и самоконтролу у ширем смислу:
У хришћанској верској традицији, чедност се схвата као значење уздржавања од недозвољених полних радњи и мисли, као и уопште као скромност у односима у ширем смислу: у погледима, говору, одевању.
Свети Игњатије Брјанчанинов овако објашњава појам целомудрености: "Чедност је избегавање свих врста блуда. Избегавање сладострасних разговора и читања, од изговора сладострасних, гадних и двосмислених речи. Чување чула, посебно вида и слуха, а још више чула додира. скромност. Одбијање од мисли и снова расипника. Тишина. Тишина. Министарство болеснима и инвалидима. Сећања на смрт и пакао. Почетак целомудрености је ум који се не колеба од пожудних помисли и снова; савршенство целомудрености је чистота која види Бога".

## Облици чедности
Свети Амвросије Милански говори о три вида целомудрености: "Постоје три облика врлине целомудрености: целомудреност супружника, целомудреност удовства и целомудреност девствености. Не хвалимо неке од њих искључујући друге. Ово је богатство црквене дисциплине".
Катехизам Католичке цркве потврђује позив на чедност свих верника, али једни - у посвећености монашког живота, други - у породичном или самачком животу у свету: "Чедност људи треба да варира у складу са различитим стањима њиховог живота: за неке – у посвећеном девичанству и целибату, узорним путевима најлакшег предања Богу целог срца, неподељено; за друге, у границама које за свакога утврђује морални закон, у зависности од тога да ли су у браку или самци. Они који су у браку позвани су да поштују брачно целомудреност, док су други позвани да поштују целомудрено уздржавање".

## Прекршаји чедности
Греси против чедности се разматрају у контексту тумачења једне од Десет Божијих заповести, „Не чини прељубу“. Према Зборнику катихизиса Католичке Цркве, Традиција Цркве прати свеукупност моралног учења Старог и Новог Завета и сматра да ова заповест укључује све грехе против чедности. Свака сексуална активност ван брака сматра се одступањем од врлине чедности.
Чедност у браку се традиционално схвата као брачна верност, као и уздржавање од сексуалних пракси које се у хришћанству сматрају „неприродним“ или „изопаченим“ чедност за неожењене људе је сексуална апстиненција. Сходно томе, прави се разлика између греха против чедности, који немају везе са браком, и греха против целомудрености, који нарушава достојанство брака.
Према Катекизму Католичке цркве, греси супротни чедности укључују: прељубу, мастурбацију, блуд, порнографију, проституцију, силовање, хомосексуалне радње, развод, полигамију и слободну заједницу.
Идеја да је сваки грех свет повезан са сексуалношћу, посебан је случај кршења заповести „не чини прељубе“, повезан са Исусовим речима из Беседе на гори: „Чули сте да је старима речено: Не чини прељуба. А ја вам кажем да свако ко погледа жену са пожудом, већ је учинио прељубу с њом у свом срцу“ (Матеј 5:27-30).